# 下合穴
下合穴（しもごうけつ）とは、六腑が下肢の足三陽経に合する経穴。主に内府の病症に対応できる。古代刺法である九刺の遠道刺で用いる。

## 下合穴の一覧
- 手
  - 陽明経：上巨虚（大腸）
  - 太陽経：下巨虚（小腸）
  - 少陽経：委陽（三焦）
- 足
  - 陽明経：足三里（胃）
  - 太陽経：委中（膀胱）
  - 少陽経：陽陵泉（胆）